# Чевола (Парма)
Чевола је насеље у Италији у округу Парма, региону Емилија-Ромања.
Према процени из 2011. у насељу је живело 97 становника. Насеље се налази на надморској висини од 236 м.